# Jäger-Division Alpen
La Division de chasseurs Alpes (Jäger-Division Alpen) est mise sur pied le 25 mars 1945. C'est une division éphémère (Schattendivision) de la 34e vague de mobilisation. Elle est formée à partir d'éléments pris à la VIIe et à la XVIIIe région militaire (Wehrkreise).
La division est incorporée à la 2e division de montagne (Allemagne), puis à la 212e division d'infanterie (Allemagne).

## Composition
La division se compose de :
- Jäger-Regiment 1 Alpen
- Jäger-Regiment 2 Alpen
- gemischte Artillerie-Abteilung Alpen
- Pionier-Kompanie Alpen